# Liste der Staatsoberhäupter 252 v. Chr.
Übersicht
◄◄ | ◄ | 256 v. Chr. | 255 v. Chr. | 254 v. Chr. | 253 v. Chr. | Liste der Staatsoberhäupter 252 v. Chr. | 251 v. Chr. | 250 v. Chr. | 249 v. Chr. | 248 v. Chr. | ► | ►►

Weitere Ereignisse

## Afrika
- Ägypten
  - König: Ptolemaios II. (285–246 v. Chr.)

## Asien
- Baktrien
  - König: Diodotos I. (255–239 v. Chr.)

- Bithynien
  - König: Ziaelas (ca. 254–228 v. Chr.)

- China
  - Han
    - Marquis: Huanhui (272–239 v. Chr.)

  - Qin:
    - König: Zhaoxiang (307–250 v. Chr.)

  - Wei
    - König: Anxi (277–243 v. Chr.)

- Iberien (Kartlien)
  - König: Parnawas I. (299–234 v. Chr.)

- Indien
  - Maurya-Reich
    - König: Ashoka (268–232 v. Chr.)

- Japan (Legendäre Kaiser)
  - Kaiser: Kōrei (290–215 v. Chr.)

- Kappadokien
  - König: Ariarathes III. (255–220 v. Chr.)

- Korea
  - Go-Joseon
    - König: Goyeolga (295–239 v. Chr.)

- Pergamon
  - König: Eumenes I. (263–241 v. Chr.)

- Pontus
  - König: Ariobarzanes (266–250 v. Chr.)

- Seleukidenreich
  - König: Antiochos II. (261–246 v. Chr.)

## Europa
- Bosporanisches Reich
  - König: Pairisades II. (284/283–245 v. Chr.)

- Epirus
  - König: Alexander II. (272–242 v. Chr.)

- Griechenland
  - Sparta
    - König der Agiaden: Leonidas II. (254–242 v. Chr.)
    - König der Eurypontiden: Eudamidas II. (275–244 v. Chr.)

- Makedonien
  - König: Antigonos II. Gonatas (277–239 v. Chr.)

- Odrysisches Königreich
  - König: Cotys III. (270–240 v. Chr.)

- Römische Republik
  - Konsul: Gaius Aurelius Cotta (252 v. Chr.)
  - Konsul: Publius Servilius Geminus (252 v. Chr.)

- Sizilien
  - Syrakus
    - Herrscher: Hieron II. (275–215 v. Chr., ab 260 v. Chr. als König)